# 國立竹山高級中學
國立竹山高級中學（英語：National Chushan Senior High School），簡稱竹山高中、竹高 ，創立於1961年，是一所位於南投縣竹山鎮的國立高級中學，設有普通型、技術型類科及綜合高中，也設有進修部。

## 校史
- 1961年8月由竹山鎮前鎮長林明德及地方熱心教育人士，發起籌創省立南投中學竹山分部。
- 1966年8月正式獨立設校，改名為台灣省立竹山中學。
- 1968年實施「省辦高中，縣市辦初中」，廢除初中部，改制為台灣省立竹山高級中學。
- 1968年8月設立家事科。
- 1971年8月設立商業經營科。
- 1972年8月設立附設補校商業經營科。
- 1974年8月家事科改為美術工藝科。
- 1977年8月設立會計事務科。
- 1983年8月配合延長以職業教育為主的國民教育，增設延教班竹木工藝科。
- 1984年11月成立曲棍球隊。
- 1990年8月試行跨科跨校選修課程研究。
- 1992年8月會計事務科改為資料處理科，補校設自給自足班資料處理科。
- 1993年8月增設美術資賦優異班。
- 1996年8月補校設自給自足班廣告設計科。
- 1998年8月增設體育資賦優異班，補校實用技能班竹木工藝科改為廣告技術。
- 1999年8月增設特殊教育綜合職能科。
- 2000年2月1日改隸國立竹山高級中學。
- 2000年8月全面辦理綜合高中，開設自然、社會、商業服務、資訊應用、美工、廣告設計等學程。
- 2003年8月綜合高中增設多媒體製作、電子商務、應用外語、幼兒保育等學程。
- 2006年8月體育班逐年轉型為綜合高中運動與休閒學程。
- 2007年8月辦理數理實驗班、語文實驗班。
- 2009年8月科班調整為普通科4班、綜合高中科7班。
- 2010年8月科班調整為普通科4班、綜合高中科4班、職業類科3班（商業經營科、資料處理科、廣告設計科）；停辦實驗班。
- 2010年9月高級中學校務評鑑本校榮獲特優。
- 2010年11月設計大樓明心樓落成啟用。
- 2011年5月新建男生宿舍習竹樓落成啟用。
- 2011年11月慶祝創校50週年；藝術館校史室啟用。

### 歷任校長
| 任別 | 就職時間             | 姓名   |
| ---- | -------------------- | ------ |
| 一   | 1966年8月至1969年7月 | 張鎮民 |
| 二   | 1969年8月至1975年2月 | 馮堯春 |
| 三   | 1975年2月至1978年7月 | 張行慈 |
| 四   | 1978年8月至1985年1月 | 梁大則 |
| 五   | 1985年2月至1991年1月 | 范功勤 |
| 六   | 1991年2月至1993年7月 | 李述藺 |
| 七   | 1993年8月至1999年7月 | 洪秋森 |
| 八   | 1999年2月至2002年7月 | 謝耀亭 |
| 九   | 2002年8月至2008年7月 | 林賜郎 |
| 十   | 2008年8月至2016年7月 | 巫春貴 |
| 十一 | 2016年8月至2023年7月 | 陳漢銘 |
| 十二 | 2023年8月迄今        | 許宏明 |

## 校訓
該校校訓是「仁、誠、忠、恕」，刻於力行樓牆面上。
- 仁：為中華文化本體與諸德中心
- 誠：為中華文化動力與修身根本
- 忠：盡己之力並義無反顧
- 恕：己所不欲勿施於人並求己所欲施於人

## 校舍
- 力行樓
- 至善樓
- 弘道樓
- 科學館
- 明心樓
- 藝術館
- 商業教室
- 習竹樓
- 圖書館
- 蓮心樓
- 育樂館
- 學生活動中心

## 外部連結
- 國立竹山高級中學